# Arzbach
Arzbach település Németországban, Rajna-vidék-Pfalz tartományban. Lakosainak száma 1684 fő (2023. december 31.).

## Népesség
A település népességének változása:
| Lakosok száma | 2037 | 1666 | 1664 | 1687 | 1681 | 1684 |
|               | 1975 | 2017 | 2019 | 2021 | 2022 | 2023 |